# Азербайджан на зимових Олімпійських іграх 1998
Азербайджан брав участь у Зимових Олімпійських іграх 1998 року у Нагано (Японія) вперше за свою історію, але не завоював жодної медалі. Країну представляли 4 спортсменів у 1 спорту. 

### Фігурне катання
Чоловіки
| Спортсмени    | SP | FS | TFP  | Місце |
| ------------- | -- | -- | ---- | ----- |
| Ігор Пашкевич | 13 | 15 | 21.5 | 16    |

Жінки
| Спортсмени     | SP | FS | TFP  | Місце |
| -------------- | -- | -- | ---- | ----- |
| Юлія Воробйова | 18 | 16 | 25.0 | 16    |

Пари
| Спортсмени                        | SP | FS | TFP  | Місце |
| --------------------------------- | -- | -- | ---- | ----- |
| Інга Радіонова Олександр Аніщенко | 18 | 19 | 27.5 | 18    |